# Antonio Spazzi
Antonio Spazzi (Alta Valle Intelvi, 8 novembre 1770 – Verona, 22 novembre 1848) è stato uno scultore italiano.

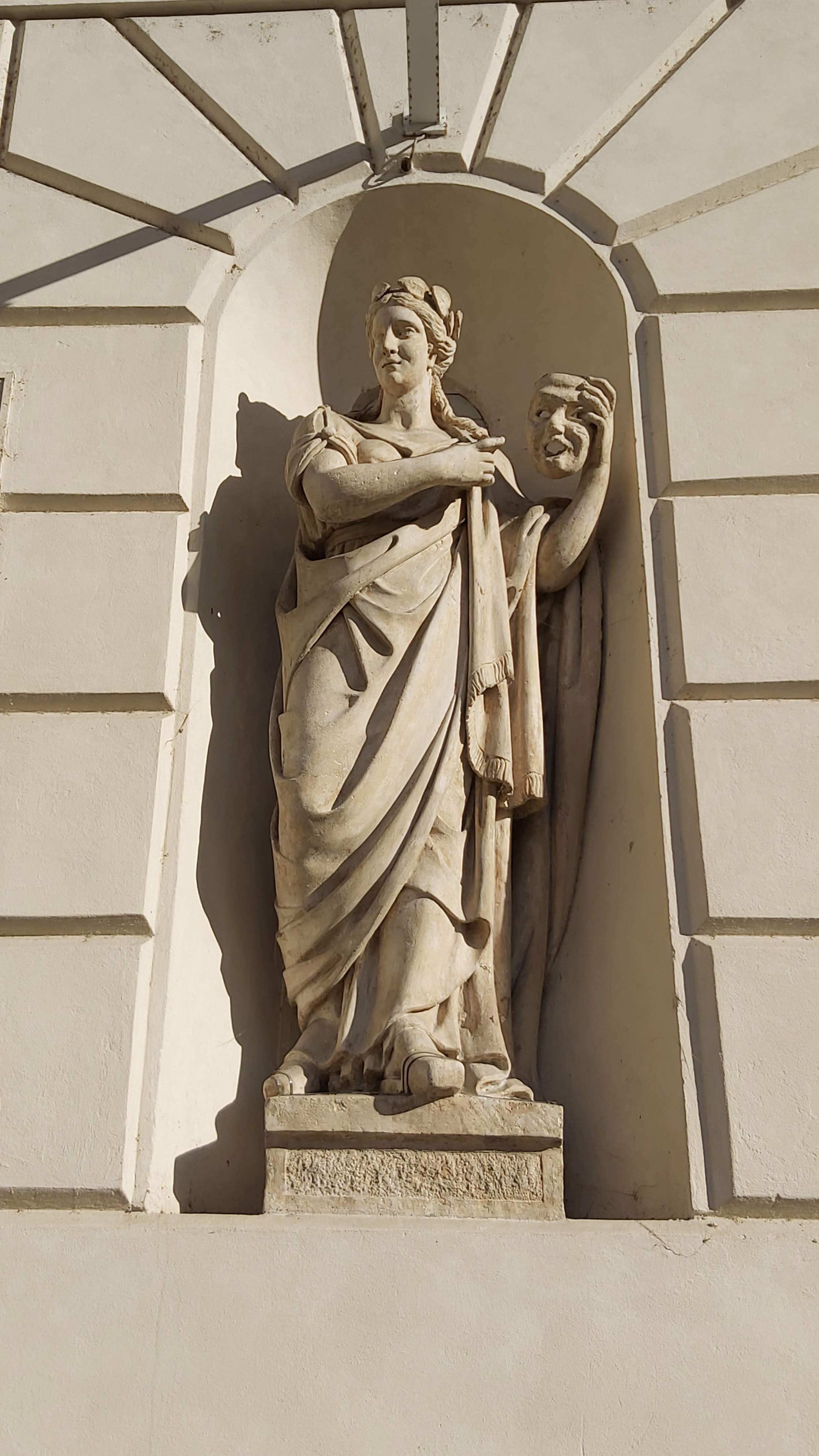
Statua della musa Melpomene, facciata del Teatro Sociale di Mantova.

Nato in provincia di Como, a Pellio Superiore (oggi nel comune di Alta Valle Intelvi), da Domenico e da Giovanna Corbellino, si sposò con Serafina Rusca, figlia dello scultore milanese Grazioso Rusca che gli dette sei figli. Intorno al 1759 la coppia si trasferì a Verona per entrare nella bottega di Francesco Zoppi. La prima sua opera firmata, in collaborazione con il maestro, si trova nella chiesa parrocchiale di Pacengo. Suoi lavori si trovano a Mantova, tra cui le statue di Melpomene e Talia sulla facciata del Teatro Sociale e alcune statue collocate a palazzo Te. Altre sue opere sono a Commessaggio e Verona. 
La morte di Spazzi, avvenuta il 22 novembre 1848, venne registrata nella parrocchia della Santissima Trinità a Verona. L'attività della sua bottega venne continuata dai figli Grazioso e Giovanni, anche loro scultori.